# Волчеягодник баксанский
Волчеягодник баксанский, или Волчник баксанский (лат. Daphne baksanica) — вид кустарников рода Волчеягодник (Daphne) семейства Волчниковые (Thymelaeaceae).

## Ботаническое описание
Кустарник до 50 (иногда до 100) см в высоту со светло-бурой корой, ветвями, опушенными на вершине, в остальном голыми, безлистными, покрытыми рубчиками; листья кожистые, скучены на вершинах ветвей, обратно-ланцетные, узкие, 20-25 мм в длину и 2-5 мм в ширину, постепенно вытянутые к основанию, тупые на вершине, однонервные, с ясно выступающей средней жилкой, с обеих сторон опушены длинными белыми рассеянными волосками, с нижней стороны более густыми. Цветки в 3-5 цветковых головках на вершинах ветвей. Околоцветник воронковидный с отогнутыми лопастями, снаружи опушен короткими торчащими вверх волосками, трубки околоцветника 10-12 мм в длину, лопасти в 2,5 раза короче трубки, узкие, 4-5 мм в ширину, ланцетные, острые. Венчик белого цвета. Пыльники широкие, короткие, вершиной выставляются в зеве. Вся завязь покрыта прижатыми, направленными вверх волосками, рыльце головчатое, почти сидячее, подпестичная чешуйка кольцеобразная, с ровным приподнятым краем. Цветет в начале июля, плод — костянка.

## Распространение и экология
Встречается на сухих склонах и на задернованных крупных карнизах скал на высоте 1200-2000 метров над уровнем моря.
Эндемик Кабардино-Балкарии. Известно всего 4 местонахождения вида: близ поселка Эльбрус, в ущелье Черека Хуламского в окрестностях горы Уш-Таши, близ села Безенги и в правобережье Черека Балкарского по пути к Хуламскому перевалу. В ущелье реки Баксан в окрестностях Былыма (классическое местонахождение) вид не отмечался с момента последнего сбора в 1896 году.

## Охранный статус
Вид занесён в Красные книги Российской Федерации и Кабардино-Балкарской Республики. Ранее включался в Красные книги СССР и РСФСР.
Лимитирующие факторы плохо изучены. Вероятно, малая семенная продуктивность, слабая конкурентоспособность, разрушение мест произрастания вида в процессе промышленной заготовки
строительного камня, а также выпас и прогон скота.
Необходимо организовать ООПТ для охраны всех мест произрастания вида, особенно в окрестностях горы Уш-Таши и поселка Эльбрус, где популяциям грозит вытаптывание домашним скотом. Участок на горе Уш-Таши необходимо включить в состав заповедника. Необходим поиск вида в классическом местонахождении, а также мониторинг популяций известных мест произрастаний и поиск новых.
В культуре неизвестен. Необходима разработка методики выращивания вида.